# María José Ulla
María José Ulla Madroñero (1946 – Madrid, 30 gennaio 2022) è stata una modella spagnola, eletta Miss Spagna nel 1964.

## Biografia
Proveniente da Tenerife, è stata eletta Miss Spagna nel 1964 a Madrid. Fra gli organizzatori della manifestazione vi era il suo futuro marito, il giornalista José Antonio Plaza, i due si sposarono cinque anni dopo l'incoronazione.
Partecipò alle selezioni di Miss Mondo e Miss Universo, arrivando ad entrambe le competizioni alle fasi finali. In seguito si dedicò alla musica.